# Harry Hjörne

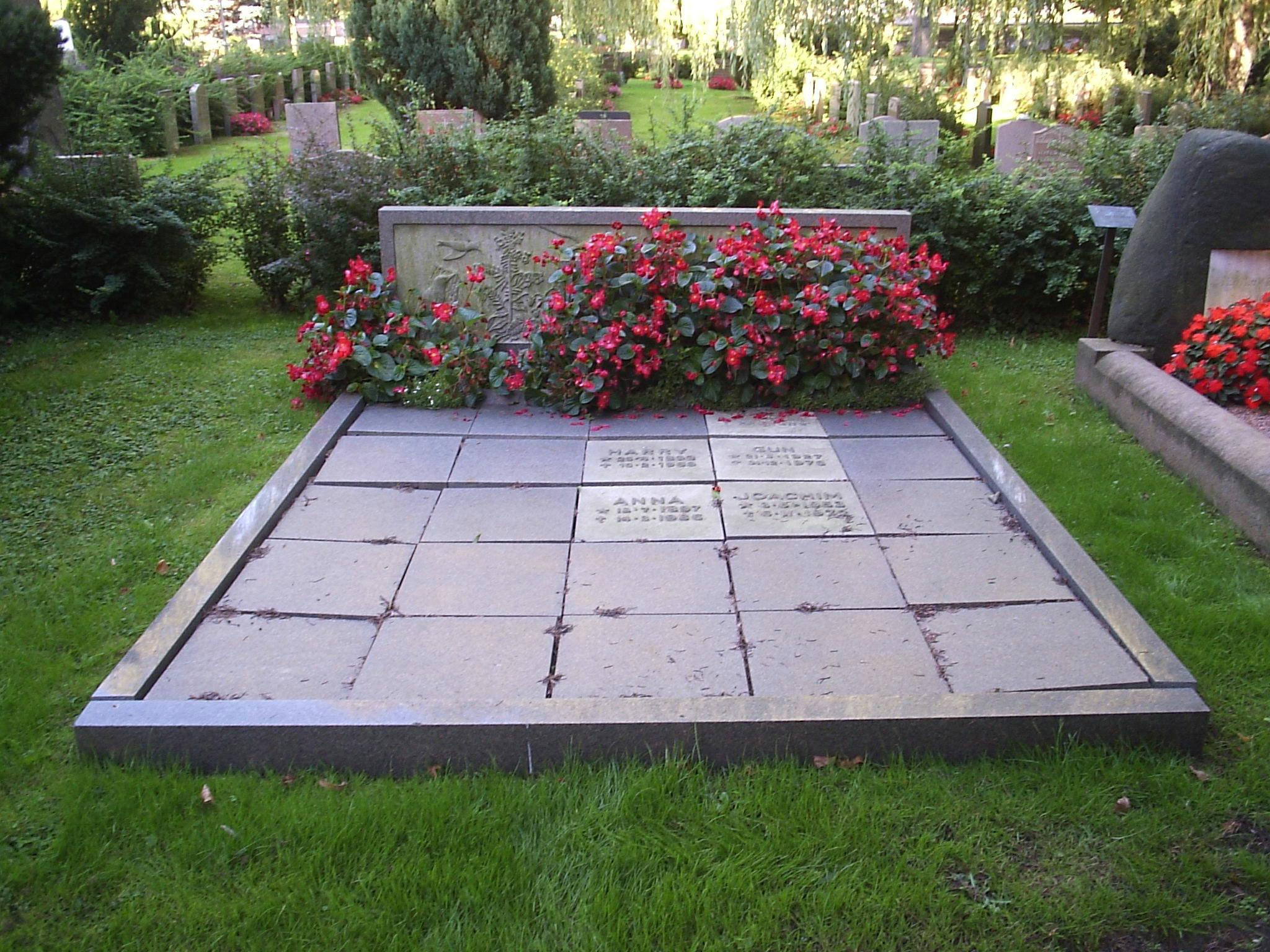
Gravvård på Stampens kyrkogård.

Harry Edvin Hjörne, född 26 april 1893 i Waukegan i Illinois i USA, död 16 februari 1969 i Göteborg, var en svensk journalist, chefredaktör och kommunpolitiker (folkpartist). Han var far till Lars Hjörne och Bengt Hjörne (1923–1983) samt farfar till Peter Hjörne.

## Biografi
Harry Hjörne föddes i USA men familjen flyttade hem till Sverige 1896 och bodde i Helsingborg och senare Hässleholm. Han gick i aftonskola och besökte föreläsningsförening och godtemplarnas bibliotek. År 1918 kom Harry Hjörne från tidningen Norra Skåne, där han verkat sedan 1912, till Göteborgs-Posten. År 1919 blev han redaktionssekreterare på Göteborgs-Posten och 1920 andre redaktör. Han var samtidigt redaktör och ansvarig utgivare av Frisinnad ungdom 1920–1925.
År 1926 övertog han som huvudredaktör och ansvarig utgivare av Göteborgs-Posten tidningen samt förnyade den i grunden. Tidningen blev under hans ledarskap stadens största dagstidning. När Hjörne tog över tidningen var ekonomin och upplagan i botten. Tidningen var på väg att läggas ned. Hjörne lyckades vända detta genom bland annat att införa självstyrelse och identifiera områden som intresserade läsarna. Bland det som Hjörne framgångsrikt införde i GP var ökat utrymme för familjenytt och kyrkonyheter och tidningen fick en effektiv sportavdelning. Hjörnes paroll var att GP skulle ha läsning och nyheter för alla. Hjörne skrev varje dag i tidningen den egna spalten "Små, små ord av kärlek".
Hjörne var 1932–1934 vice ordförande i Sveriges liberala parti och 1951 ledamot av Göteborgs stadsfullmäktige för Folkpartiet. Han var ordförande i Örgryte idrottssällskap 1942–1958. Han var även styrelseledamot i Svenska föreningen för Nationernas förbund, Göteborgs-Postens Nya AB och Göteborgs-Postens fastighets AB.
Harry Hjörne blev invald i Sällskapet Gnistan den 26 oktober 1927. Han tilldelades Göteborgs stads förtjänsttecken 1958.
Jordfästningsceremonin för Harry Hjörne hölls lördagen den 22 februari 1969 i Christine kyrka, Göteborg, varefter de anhöriga tog ett sista farväl i Sankt Olofs kapell på Kvibergs kyrkogård. 
Hjörne gravsattes den 25 februari 1969 på Stampens kyrkogård i Göteborg.
I Göteborg finns sedan 1984 Harry Hjörnes plats. Även Hjörnes hund Truls som ofta omnämndes i hans spalt Små små ord av kärlek har fått en väg uppkallad efter sig, Truls väg, i Backa där Begravningsföreningen för smådjur finns.

## Familj
Föräldrar var stålverksarbetaren Carl Peter Bengtsson och Mathilda, född Persson. Han gifte 8 augusti 1921 med Anna Elvira, född Ohrlander 1897 i Stoby, Kristianstads län. Hon var fosterdotter till garvarmästare Anders Peter Persson och Truen Falk.